# Zachary Levi
Zachary Levi Pugh (Lake Charles, 29 september 1980), beter bekend onder zijn artiestennaam Zachary Levi, is een Amerikaanse televisieacteur en filmregisseur, bekend door zijn rollen als Kipp Steadman in Less Than Perfect, Chuck Bartowski in Chuck, de stem van Flynn Rider in de Engelse versie van Rapunzel en die van Toby Seville in Alvin and the Chipmunks: The Squeakquel.

## Levensloop

### Carrière
Van 2007 tot 2012 speelde Levi de hoofdrol in de Amerikaanse televisieserie Chuck. Levi regisseerde ook een aantal afleveringen van de serie, onder andere de afleveringen Chuck vs. the Beard en Chuck vs. the Leftovers. In 2009 had hij de hoofdrol in de film Alvin and the Chipmunks: The Squeakquel. In 2010 speelde hij de rol van Flynn Rider in de animatiefilm Tangled, ook de nummers zong hij zelf. In 2019 had hij de hoofdrol van Captain Marvel in de superheldenkomedie Shazam!. In 2020 nam hij met de Amerikaanse zangeres Katharine McPhee het nummer Terrified op. Het is niet officieel opgenomen als single maar er is wel een clip gemaakt.

### Privéleven
Levi was van juni 2014 tot april 2015 getrouwd met de Canadese actrice Missy Peregrym.

## Filmografie
- Biblioteca Nacional de España: XX4956176
- Bibliothèque nationale de France: cb16608054w (data)
- Gemeinsame Normdatei: 142453595
- International Standard Name Identifier: 0000 0001 1558 1563
- Library of Congress Control Number: no2007082048
- MusicBrainz: 290e5513-55d3-426f-a4ba-1ac3ce589107
- Nationale Bibliotheek van Israël: 987007392184005171
- Nederlandse Thesaurus van Auteursnamen: 32656991X
- Système universitaire de documentation: 238674711
- Virtual International Authority File: 2251039
- WorldCat: E39PBJx8HJJ7TYmV3rhRccCmh3